# Limone
En la mitología griega, Limone, Limona o Limónide era la hija de Hipómenes, arconte de Atenas. Tras haber sido seducida y deshonrada por un ciudadano adúltero, fue castigada por su propio padre a ser encerrada en una casa deshabitada. Con ella encerraron a un caballo, al que privaron de alimentos y que acabó por devorarla. Mientras, su amante, ya muerto, fue atado a un caballo y así su cadáver fue arrastrado por la ciudad.
El lugar donde Limone fue confinada recibió desde entonces el nombre de «el caballo y la muchacha».